# 市章山
市章山（ししょうざん）は、六甲山地西部、神戸市中央区にある山。
神戸市章をかたどった南麓のイルミネーションは有名で、西隣の錨山の錨形イルミネーションと共に神戸のランドマークとなっている。

## 地理
錨山と並んで再度山の前衛を成す。神戸市では代表的なハイキングコースの一つ。

## 歴史
1907年（明治40年）、神戸港起工式を記念し神戸市章の形に植樹した。同年に西隣の錨山も錨形の植樹がなされている。1933年（昭和8年）に市章形を初点灯。以後毎年「みなとの祭」（神戸まつりの前身）の開催時のみ点灯されていた。第二次世界大戦前後の数年は中止されていたもののやがて復活。1967年（昭和42年）の神戸港開港百周年を機に、夜間のイルミネーションを恒常化した。2003年から地球温暖化防止を表徴し、イルミネーションを電球から省エネルギータイプの発光ダイオードへと変更し、現在に至る。
なお神戸の市章は、「神戸」を歴史的仮名遣で表記した「カウベ」に因む。1907年（明治40年）に制定された。

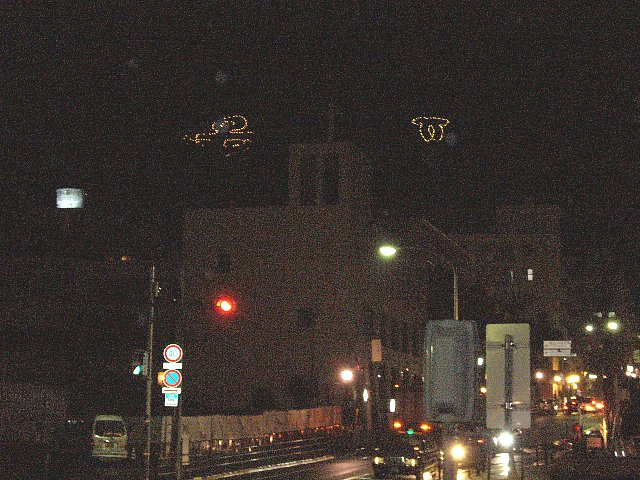
錨山と市章山のイルミネーション
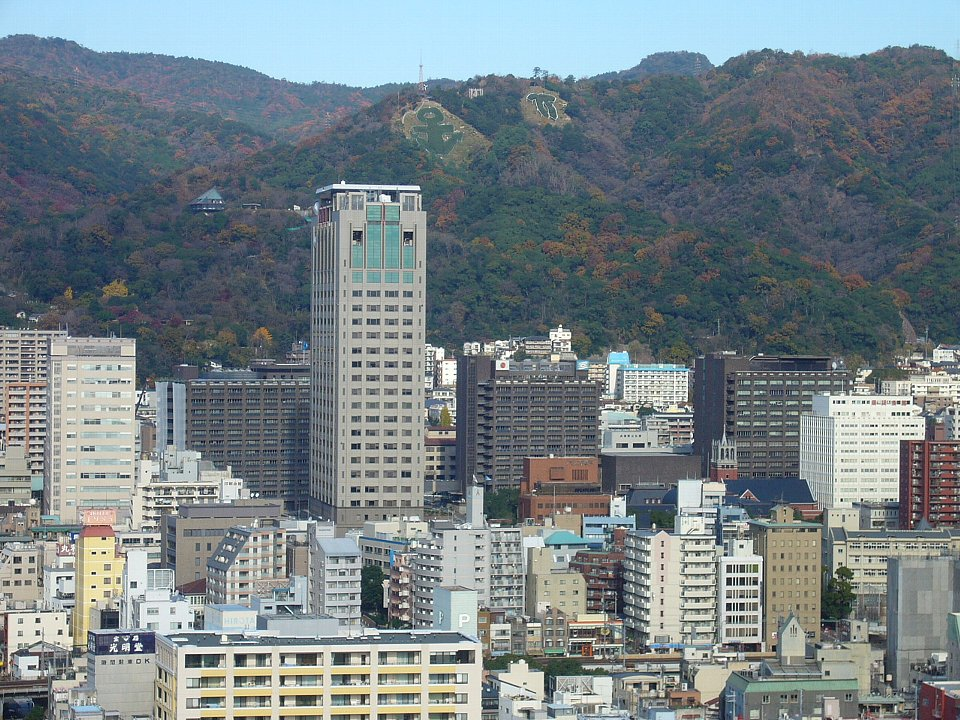
日中の錨山と市章山
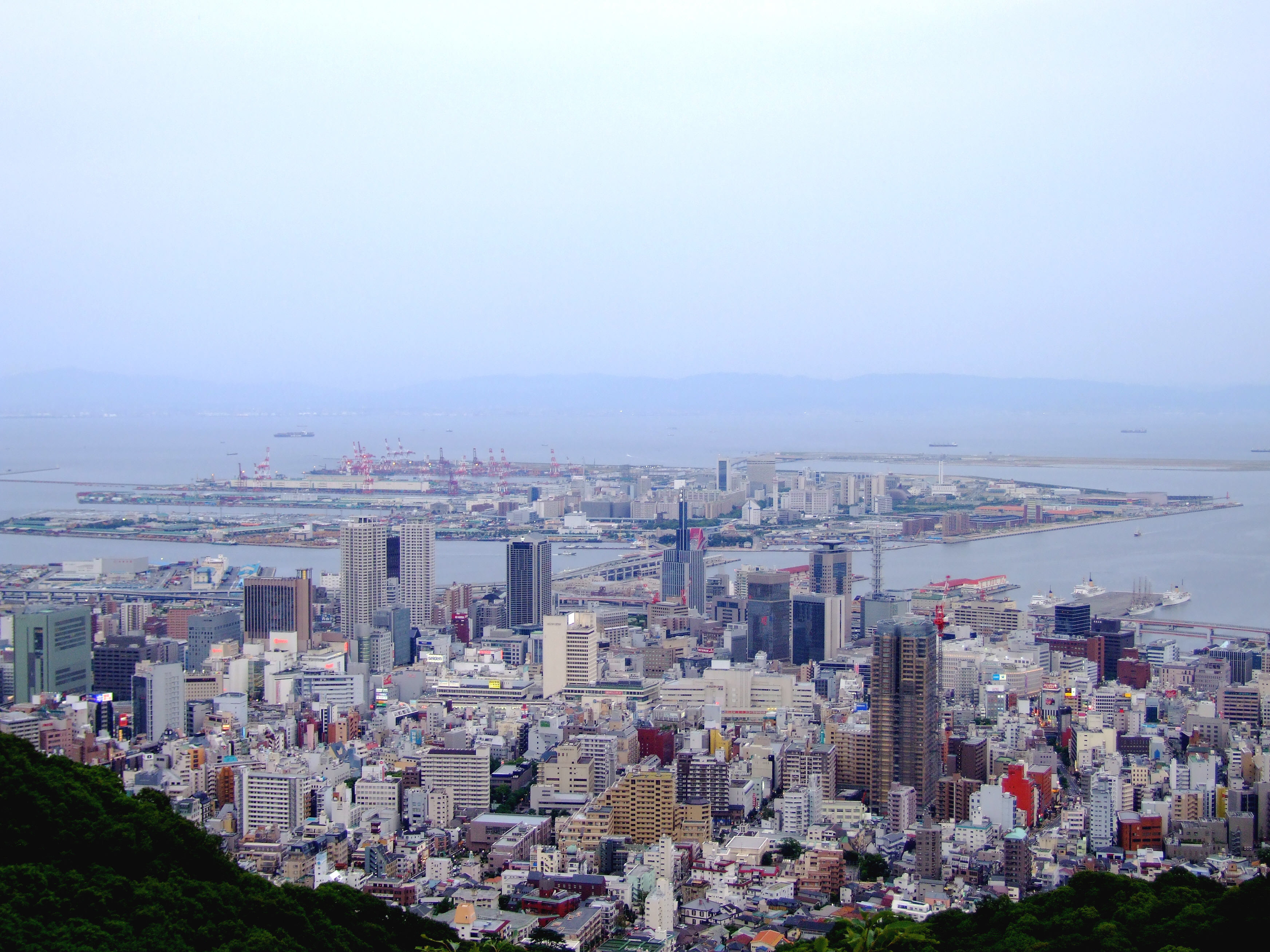
市章山からの神戸港の眺め
神戸市章